# Rostrum Records
Rostrum Records est un label discographique américain, basé à Los Angeles, en Californie. Le label fait partie du groupe Universal Music Group, une division de Vivendi S.A.. Rostrum est fondé en 2003 par Benjy Grinberg à Pittsburgh, en Pennsylvanie.

## Histoire
Rostrum est fondé en 2003, alors que son fondateur Benjy Grinberg travaillait chez Arista Records. Il voulait pouvoir développer ses propres artistes et gérer un label à sa manière. Il applique donc les leçons qu'il avait apprises chez Arista à une situation plus locale. Lorsqu'on lui a demandé quelles étaient ses motivations initiales pour créer Rostrum Records, Grinberg a répondu que « les directeurs musicaux doivent être patients avec les artistes et les laisser se développer au fil du temps, et c'est pourquoi Rostrum se concentre sur le développement des artistes - trouver des artistes très tôt, puis consacrer beaucoup de temps et d'efforts au développement de l'artiste dans tous les domaines, de ses spectacles à sa musique, son écriture, son style... tout ». Grinberg entend parler de Wiz Khalifa pour la première fois en 2004, lorsque la contribution du rappeur à une mixtape de divers nouveaux artistes de Pittsburgh suscite son intérêt. Lorsque Grinberg rencontre finalement l'artiste de 16 ans, il décide immédiatement de travailler avec lui, déclarant plus tard à HitQuarters : « Même s'il n'était pas tout à fait au point, on pouvait dire que c'était un diamant brut, et qu'avec un peu de polissage, de conseils et de soutien, il pourrait devenir quelque chose de spécial ». Khalifa signe avec le label peu de temps après et entame une période de sept ans de développement artistique.
Wiz Khalifa sort deux albums chez Rostrum, Show and Prove en 2006 et Deal or No Deal en 2009. Deal or No Deal, avec l'aide du single principal This Plane, réussit à faire connaître Khalifa aux fans de hip-hop. Pour tirer parti du succès de Deal or No Deal, Rostrum et Wiz Khalifa commencent ensuite à publier gratuitement une série de mixtapes en ligne, ce qui commence à susciter un énorme engouement pour Khalifa. Wiz Khalifa publie sa mixtape la plus populaire, Kush and Orange Juice, en téléchargement le 14 juin 2010. Grâce à la base de fans dévoués de Khalifa, la mixtape devient le premier sujet en vogue sur Twitter avec le mot-clé #kushandorangejuice, et Kush and Orange Juice download se classe premier dans les tendances de recherche de Google. Début 2010, Mac Miller signe avec Rostrum Records. Grinberg rencontre Mac Miller lors de l'enregistrement avec Wiz Khalifa au ID Labs à Pittsburgh. Bien que Grinberg ait commencé à donner des conseils à Miller, il ne montre pas d'intérêt à s'impliquer dans sa carrière jusqu'à ce que Miller ait commencé à travailler sur la mixtape K.I.D.S. À ce moment-là, comme il le dit plus tard à HitQuarters, Grinberg « a remarqué une maturation dans son son et son approche de la musique ». À ce moment-là, Miller commence à attirer l'attention de différentes maisons de disques, mais il choisit Rostrum en raison de son emplacement dans sa ville natale et de son association avec Wiz Khalifa. K.I.D.S. est publié par le label en août 2010. La mixtape est inspirée par le film Kids, sorti en 1995. Une percée significative a lieu fin 2010 lorsque Miller entame sa première tournée, l'Incredibly Dope Tour, qui se déroulera à guichets fermés. En 2018, Rostrum signe le trio de hip-hop FREEWIFI avec Tha Rift, J Plaza et Daddy Dinero. Grâce à Rostrum, ils sortent l'album studio Connected.

## Artistes
- BRÅVES
- Boaz
- Caleb Brown
- Cornelius
- Donora
- FREEWIFI (Tha Rift, J. Plaza et Daddy Dinero)
- Juliann Alexander
- Leon Thomas III
- Mac Miller
- Mike Taylor
- Mod Sun
- TeamMate
- The Bird and the Bee
- Vali
- Wiz Khalifa